# Uitinsaari
Uitinsaari är en ö i Finland. Den ligger i sjön Päijänne och i kommunen Kuhmois i landskapet Mellersta Finland, i den södra delen av landet, 170 km norr om huvudstaden Helsingfors. Öns area är 0,5 hektar och dess största längd är 110 meter i nord-sydlig riktning.